# Liste der Baudenkmäler in Holzheim am Forst
Auf dieser Seite sind die Baudenkmäler in der Oberpfälzer Gemeinde Holzheim am Forst zusammengestellt. Diese Tabelle ist eine Teilliste der Liste der Baudenkmäler in Bayern. Grundlage ist die Bayerische Denkmalliste, die auf Basis des Bayerischen Denkmalschutzgesetzes vom 1. Oktober 1973 erstmals erstellt wurde und seither durch das Bayerische Landesamt für Denkmalpflege geführt wird. Die folgenden Angaben ersetzen nicht die rechtsverbindliche Auskunft der Denkmalschutzbehörde.

## Baudenkmäler nach Ortsteilen

### Holzheim
| Lage                                              | Objekt                                                      | Beschreibung | Akten-Nr.              | Bild                |
| ------------------------------------------------- | ----------------------------------------------------------- | --- | ---------------------- | ------------------- |
| Blümelberg (Standort)                             | Katholische Kapelle St. Johannes Nepomuk auf dem Blümelberg | achteckiger Zentralbau mit Putzgliederungen, Glockendach, Dachreiter und Zwiebelhaube, 1713; mit Ausstattung                                                                                    | D-3-75-153-1 Wikidata  | weitere Bilder      |
| Dornauer Straße 10; Dornauer Straße 12 (Standort) | Schloss Holzheim am Forst                                   | zweigeschossiger und giebelständiger Satteldachbau mit barockem Portal, 18. Jahrhundert; Turmstumpf der ehem. Burg, um 1200 (abgegangen!); Schlossmauer, Bruchstein und Ziegel, 18. Jahrhundert | D-3-75-153-2 Wikidata  | weitere Bilder      |
| Grubstraße (Standort)                             | Heiligenfiguren                                             | Figuren der Hll. Katharina und Johannes Nepomuk auf Sockeln, Kalkstein, spätbarock, 2. Hälfte 18. Jahrhundert                                                                                   | D-3-75-153-14 Wikidata | Heiligenfiguren     |
| Grubstraße 5 (Standort)                           | Bauernhaus                                                  | zweigeschossiger und traufständiger Satteldachbau mit Putzgliederungen und Stallteil, bezeichnet 1905                                                                                           | D-3-75-153-3 Wikidata  | weitere Bilder      |
| Regensburger Straße 1 (Standort)                  | Bauernhaus                                                  | zweigeschossiger und giebelständiger Satteldachbau, 18./19. Jahrhundert | D-3-75-153-5 Wikidata  | weitere Bilder      |
| Regensburger Straße 16 (Standort)                 | Ehemaliges Gasthaus                                         | zweigeschossiger Walmdachbau, mod. bezeichnet 1797 | D-3-75-153-6           | Ehemaliges Gasthaus |

### Bubach am Forst
| Lage                         | Objekt                                         | Beschreibung | Akten-Nr.             | Bild                      |
| ---------------------------- | ---------------------------------------------- | --- | --------------------- | ------------------------- |
| Bubach am Forst 7 (Standort) | Katholische Expositurkirche St. Peter und Paul | Saalbau mit eingezogenem Chor, Flankenturm mit Zwiebelhaube und Pilastergliederung, Langhaus im Kern romanisch, Chor 2. Hälfte 15. Jahrhundert, Umbauten im Barock, 1890 vergrößert; mit Ausstattung | D-3-75-153-7 Wikidata | weitere Bilder            |
| Bubach am Forst 9 (Standort) | Katholische Expositurhaus                      | zweigeschossiger Walmdachbau, 1787 | D-3-75-153-8 Wikidata | Katholische Expositurhaus |

### Dornau
| Lage                | Objekt               | Beschreibung                                                            | Akten-Nr.             | Bild           |
| ------------------- | -------------------- | ----------------------------------------------------------------------- | --------------------- | -------------- |
| Dornau 2 (Standort) | Wegkapelle St. Maria | giebelständiger Satteldachbau mit stichbogigem Eingang, 19. Jahrhundert | D-3-75-153-9 Wikidata | weitere Bilder |

### Trischlberg
| Lage                     | Objekt     | Beschreibung                                                                              | Akten-Nr.              | Bild       |
| ------------------------ | ---------- | ----------------------------------------------------------------------------------------- | ---------------------- | ---------- |
| Trischlberg 4 (Standort) | Wegkapelle | giebelständiger Satteldachbau mit rundbogigen Öffnungen, 19. Jahrhundert, modern erneuert | D-3-75-153-11 Wikidata | Wegkapelle |

### Widlthal
| Lage                  | Objekt     | Beschreibung                                                                             | Akten-Nr.              | Bild           |
| --------------------- | ---------- | ---------------------------------------------------------------------------------------- | ---------------------- | -------------- |
| Widlthal 2 (Standort) | Bauernhaus | (Wohnstallhaus), zweigeschossiger und giebelständiger Satteldachbau, 17./18. Jahrhundert | D-3-75-153-12 Wikidata | Bauernhaus     |
| Kr R 22 (Standort)    | Wegkreuz   | Gusseisenkruzifix auf Steinsäule mit gestuftem Sockel, neutgotisch, bezeichnet 1868      | D-3-75-153-13 Wikidata | weitere Bilder |

## Ehemalige Baudenkmäler
In diesem Abschnitt sind Objekte aufgeführt, die früher einmal in der Denkmalliste eingetragen waren, jetzt aber nicht mehr. Objekte, die in anderem Zusammenhang also z. B. als Teil eines Baudenkmals weiter eingetragen sind, sollen hier nicht aufgeführt werden. Aktennummern in diesem Abschnitt sind ehemalige, jetzt nicht mehr gültige Aktennummern.

| Lage                                | Objekt                  | Beschreibung                                         | Akten-Nr.             | Bild           |
| ----------------------------------- | ----------------------- | ---------------------------------------------------- | --------------------- | -------------- |
| Holzheim Kirchenstraße 9 (Standort) | Historische Ausstattung | der neugebauten katholischen Pfarrkirche St. Ägidius | D-3-75-153-4 Wikidata | weitere Bilder |